# 栄村隆康
栄村 孝康（さかえむら たかやす、本名：隆康（読み同じ）、1967年9月15日 - ）は、神奈川県出身のプロ野球審判員である。現役引退時の袖番号は2。

## 来歴・人物
日大藤沢高校から日本大学を経て、1991年に審判員としてパシフィック・リーグに採用される。
1992年8月31日の西武対ロッテ戦で一軍初出場を果たし、2014年シーズン終了時までの出場試合数は1871試合。オールスターゲームを3回（1997年、2000年、2011年）、日本シリーズを1回（2004年）。（オールスターでは2000年第1戦、日本シリーズでは第4戦で球審を）担当。2005年4月1日の楽天対西武1回戦（フルキャストスタジアム宮城で楽天球団初の本拠地ホームゲーム）で球審を務めたが、ファールチップが右手にあたり、試合後仙台市内の病院で診療を受け「右手人差し指付け根部分の骨折」(全治1ヶ月)との診断を受けた。 2006年には1000試合出場を、2010年には1500試合出場を達成。2008年より登録名を「孝康」に変更。
趣味はパチンコ。
2010年10月19日、ロッテが史上初めてリーグ3位からの日本シリーズ進出を決めたクライマックスシリーズファイナルステージ第6戦で球審を務めた。
2015年は一軍、二軍とも出場試合はなく、同年をもって現役を引退。2016年からは審判技術委員補佐、2018年からはその年役職が変更された審判技術指導員、2021年からは再度役職名変更によりスーパーバイザーとなる。

## 栄村審判絡みのトラブル
- 2009年5月15日の楽天対日本ハム（Kスタ宮城）で球審の栄村から退場宣告を受けた山崎武司（楽天）は「下手くそに下手くそって言って何が悪い。栄村には全球団のやつがやられている。代表して言っただけ」とコメントした[1][2]。余談だが、後に両者は和解している。
- 球審を務めた2009年7月14日の西武対楽天10回戦（西武ドーム）で、無死満塁の場面で中村剛也が放ったゴロを三塁手・中村紀洋がホームに送球。捕手の中谷仁が一度、球を落とした[3]が「完全捕球をした」と栄村球審はアウトを宣告した。しかし、捕手が落球しているのでセーフだと西武の渡辺久信監督は9分間に及ぶ抗議をしたが結局判定は覆らず、得点は認められなかった。西武はコミッショナーに質問状を提出した[4]。

## 審判出場記録
- 初出場：1992年8月31日、西武対ロッテ22回戦（西武球場）、右翼外審。
- 出場試合数：1871試合（パ・リーグ1535、セ・リーグ120、交流戦165、日本シリーズ5、オールスター8、クライマックスシリーズ35、アジアシリーズ3）
- オールスターゲーム出場：3回（1997年、2000年、2011年）
- 日本シリーズ出場：1回（2004年）

（記録は2015年シーズン終了時）